# Lee Meng Yean
Lee Meng Yean (* 30. März 1994 in Malakka) ist eine malaysische Badmintonspielerin. 

## Karriere
Lee Meng Yean gewann bei der Junioren-Badmintonasienmeisterschaft 2011 Silber im Damendoppel, ein Jahr später Bronze. Bei der Juniorenweltmeisterschaft 2012 erkämpfte sie sich ebenfalls Bronze. Beim Smiling Fish 2011 wurde sie Dritte, bei den Finnish International 2012 Zweite. 2012 siegte sie bei den Malaysia International.